# کوند، اندر
کوند، اندر (به فرانسوی: Condé) یک کمون در فرانسه است که در اندر واقع شده‌است. کوند ۲۳٫۸۲ کیلومتر مربع مساحت و ۲۲۱ نفر جمعیت دارد و ۱۶۰ متر بالاتر از سطح دریا واقع شده‌است.